# Cirurgia endovascular
A cirurgia endovascular, como o próprio nome indica, é a cirurgia por dentro dos vasos. É uma subespecialidade da Cirurgia Vascular e Radiologia que dura mais dois anos na formação médica. Desta forma, é usada para o tratamento das doenças circulatórias - dos vasos sanguíneos, arteriais ou venosos.
A maior diferença entre a cirurgia vascular e a endovascular - posto que ambas são indicadas para o tratamento das mesmas enfermidades - é a forma de acesso aos vasos que necessitam de intervenção. A cirurgia vascular usa de incisões que se iniciam na superfície do organismo - na pele - e se prolongam por entre o interior do organismo, aonde se localiza o vaso a ser tratado. 
Já a cirurgia endovascular alcança o local acometido por punções - penetracão de uma agulha de menos de 3 mm - de artérias ou veias em local superficial. Através deste pequeno furo na pele, se posicionam cateteres (tubos ocos de material plástico), fios guias (fios de metal ou outros materiais que funcionam como trilhos para os cateteres), balões para dilatação, stents (dispositivos metálicos que são posicionados dentro dos vasos para os manterem com o interior - lúmen - aberto. 
Desta forma, para se tratar um vaso no abdome ou no tórax, realiza-se a punção com uma agulha de um vaso à distância, usualmente na virilha ou no braço. Deste local, cateteres, balões, stents ou outros dispositivos são levados ao local a ser tratado sobre os fios guias. Todo este trajeto é percorrido dentro dos vasos, com a ajuda de um arco cirurgico, que são aparelhos de raio-x. Estes aparelhos emitem raios-x que são processados e enviados a um monitor em tempo real. Através destas imagens nos monitores, o médico posiciona os diferentes dispositivos no local a ser tratado.
A principal vantagem da cirurgia endovascular é o menor trauma cirúrgico, devido serem desnecessárias as grandes incisões. Desta forma, é possível diminuir o tempo da cirurgia - intervenção, reduzir o tempo de internação, acelerar o tempo de recuperaçao, reduzir os riscos da cirurgia  e as complicações inerentes ao ato cirúrgico. Tudo isto favorece um retorno mais rápido às atividades habituais, de lazer e de trabalho.
A maioria dos procedimento são feitos sob anestesia local. Entretanto, outras técnicas anestésicas - como anestesia peridural, raqui-anestesia, sedção ou anestesia geral - podem ser necessárias de acordo com particularidades do caso. 